# Le portrait de Manon
Le portrait de Manon è un'opéra comique in un atto di Jules Massenet su un libretto francese di Georges Boyer. È legata all'opera Manon di Massenet del 1884, largamente considerata il suo capolavoro. Però Le portrait de Manon viene raramente eseguita oggi.  

## Storia delle esecuzioni
L'opera fu rappresentata per la prima volta all'Opéra-Comique di Parigi l'8 maggio 1894. Dopo la prima l'opera fu eseguita alla Monnaie nel novembre 1894 e al Teatro del Fondo a Napoli nel dicembre 1894. L'opera ebbe la sua prima statunitense alla French Opera House di New Orleans nel 1895. Ci fu anche una produzione al Waldorf-Astoria Hotel il 13 dicembre 1897.
L'Opéra Comique riprese l'opera nel 1900 e fu montata al Théâtre Lyrique nel settembre del 1922, dopo di che l'opera uscì dal repertorio degli spettacoli standard. Dopo un'assenza di oltre 60 anni dal palcoscenico, Le portrait de Manon è stata messa in scena a La Fenice il 13 aprile 1985. Quattro anni dopo anche l'Opéra de Monte-Carlo ha messo in scena l'opera. L'opera è stata recentemente ripresa dalla Glimmerglass Opera nel 2005. Nel 2014 "kultur.theater.musik" ha prodotto la prima esecuzione in tedesco (con il nome di Das Bildnis der Manon) al festival "Sommeroper im Amthof" di Feldkirchen, Carinzia e in altri teatri della Bassa Austria.

## Ruoli

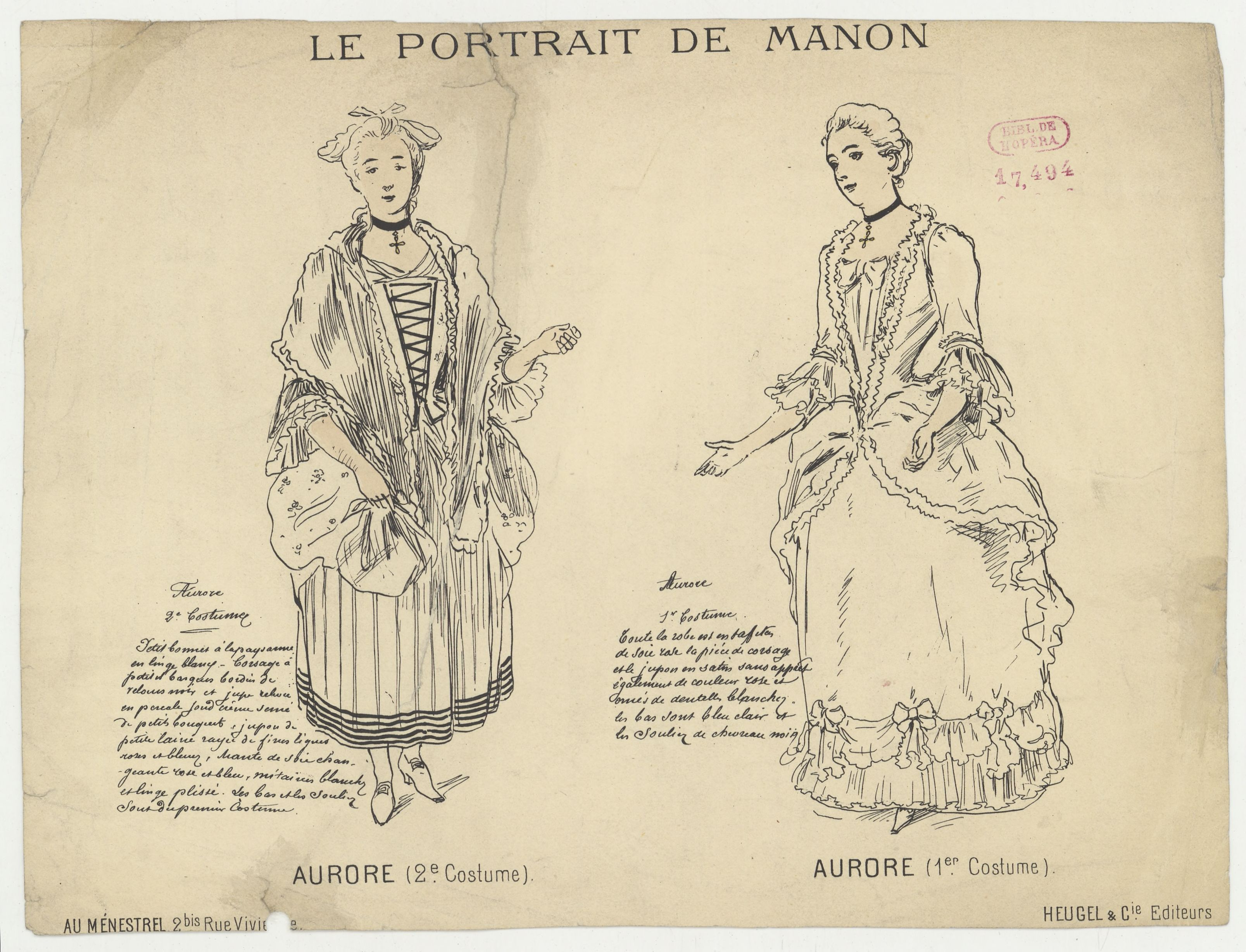
Costumi per Aurore

| Ruolo           | Registro voce | Cast della prima, 8 maggio 1894 (Direttore: Jules Danbé) |
| --------------- | ------------- | -------------------------------------------------------- |
| Des Grieux      | baritono      | Lucien Fugère                                            |
| Tiberge         | tenore        | Pierre Grivot                                            |
| Jean de Moncerf | mezzosoprano  | Suzanne Elven                                            |
| Aurore          | soprano       | Jeanne Laisné                                            |

## Trama
L'opera si apre con un coro di contadini che cantano fuori dalla casa del cavaliere Des Grieux. Gli ricordano i suoi giorni più felici e lui guarda il ritratto in miniatura di Manon. Suo nipote Jean arriva per una lezione di storia, ma dice a Des Grieux di essere innamorato di Aurore. Des Grieux ritiene che la ragazza, che non è né nobile di nascita né ricca, non sia degna di Jean.
Tiberge cerca di convincere il suo vecchio amico Des Grieux a permettere al giovane amore di seguire il suo corso.
Aurore e Jean sono disperati. Jean prova a strapparle un bacio ma nel farlo urta contro un cassettone e il ritratto di Manon cade fuori e la coppia ammira il ritratto. Tiberge chiama Aurore. Des Grieux tiene di nuovo lezioni a Jean e lo manda via. Aurore sembra indossare il vestito che indossava Manon quando incontrò per la prima volta Des Grieux ad Amiens. Tiberge rivela che Aurore è la nipote di Manon, la figlia di suo fratello Lescaut. Des Grieux cede alle sue argomentazioni e acconsente al matrimonio di Jean con Aurore.